# أنستاس بتروف
أنستاس بتروف (بالبلغارية: Анастас Петров)‏ هو لاعب كرة قدم بلغاري في مركز الوسط، ولد في 24 يونيو 1973 في بازارجيك في بلغاريا. لعب مع نادي بوتيف بلوفديف ونادي سبارتاك فارنا.

## وصلات خارجية
- أنستاس بتروف على موقع قاعدة بيانات كرة القدم.إي يو (الإنجليزية)
- أنستاس بتروف على موقع عالم كرة القدم.نت (الإنجليزية)